# El Mindo
Armando Ortiz Vera, más conocido como El Mindo, es un actor, celebridad de internet y empresario colombiano, reconocido principalmente por su participación en la serie de televisión Chichipatos y en la película El paseo 6. Es actualmente uno de los influenciadores colombianos con mayor cantidad de seguidores en las redes sociales, y ha sido nombrado embajador de marcas como Unilever, Something Special, Netflix, Kwai y Jean Book. Durante su carrera ha obtenido dos nominaciones a los Premios India Catalina, en 2019 y 2022.

## Biografía

### Inicios y carrera como influenciador
Armando Ortiz nació en la ciudad de Cali, Valle del Cauca, hijo de Alberto Ortiz y Socorro Vera. Estudió la carrera de Comunicación Social en la Pontificia Universidad Javeriana, y se vinculó profesionalmente al Banco de Occidente como analista de comunicaciones y marketing.
Tras sufrir una fractura de tibia y peroné, debió alejarse de su empleo durante algunos meses, tiempo que aprovechó para grabar sketches y parodias sobre la vida cotidiana y compartirlos a través de su cuenta de Instagram. Gracias a la buena acogida que tuvo su canal y al aumento de seguidores, especialmente por su interpretación de diversos personajes, decidió renunciar a su trabajo en el banco y emprender una carrera como influenciador. Junto con su hermana Ana Bolena Ortiz, en 2015 fundó The Ranga Media Company, empresa dedicada al desarrollo de estrategias de marketing e influencia.
En 2017 protagonizó junto con Roberto Cano, Tatán Mejía, Sebastián Vega y María Alejandra Restrepo un comercial de cinco minutos promocionando la segunda temporada del seriado de Netflix Stranger Things.

### MasterChef Celebrityy debut como actor
En 2019 fue invitado a participar como concursante en la segunda temporada del programa de telerrealidad MasterChef Celebrity, que comenzó a emitirse el 14 de septiembre de ese año. Abandonó la competencia al ser eliminado a comienzos del año 2020. Recibió una nominación en la categoría de mejor influencer con contenido digital audiovisual en los XXXV Premios India Catalina, celebrados en la ciudad de Cartagena. También en 2019 participó como conferencista en un evento organizado por Exma, una plataforma internacional de speakers motivacionales. Ha participado en otros eventos similares como el Be Happy Fest Bogotá, el Instagram Fest en Bucaramanga y el Influencer Marketing, realizado también en la capital colombiana.
En mayo de 2020 debutó como actor de televisión en su papel como Lucho en Chichipatos, serie de comedia creada por Dago García y producida por Caracol Televisión, estrenada en la plataforma Netflix. En el seriado figuró en siete episodios y compartió elenco con Antonio Sanint, María Cecilia Sánchez, Mariana Gómez, Lina Tejeiro, Yuriko Londoño y Biassini Segura, entre otros.
En abril de 2021 confirmó su participación en el largometraje El paseo 6, en el que compartió elenco con Amparo Grisales, John Álex Toro, Cecilia Navia, Michell Orozco y Rafaella Chávez. La película llegó a las salas de cine colombianas a finales de ese año, y fue añadida al catálogo de Netflix meses después. En julio de 2021, El Mindo se reunió con el futbolista James Rodríguez para grabar una serie de videos para su canal de Instagram, y en noviembre fue homenajeado en la gala de los Premios de la Moda Vallecaucana, celebrados en el Teatro Municipal Enrique Buenaventura de la ciudad de Cali.

### Actualidad
En marzo de 2022 grabó un video para su canal de Instagram en el que contó con la colaboración del actor canadiense Ryan Reynolds. Un mes después apareció como invitado en un episodio de la cuarta temporada de MasterChef Celebrity al lado de los comediantes Hassam, Freddy Beltrán, Juanda Caribe y Piter Albeiro. En junio colaboró con el actor y comediante mexicano Édgar Vivar en un proyecto audiovisual para la plataforma Kwai, y en septiembre recibió una nominación a los Premios Instafest 2022, en la categoría de mejor influenciador del año. En la ceremonia de la segunda edición de los Premios Latin Plug, fue reconocido en la categoría de mejor creador de contenido del año, y nuevamente logró una nominación como mejor influencer con contenido digital audiovisual en los XXXVIII Premios India Catalina.

## Filmografía

### Cine y televisión
| Año       | Título                        | Papel       | Notas        | Cadena         |
| --------- | ----------------------------- | ----------- | ------------ | -------------- |
| 2019-2020 | MasterChef Celebrity Colombia | Concursante | 61 episodios | RCN Televisión |
| 2020      | Chichipatos                   | Lucho       | 7 episodios  | Netflix        |
| 2021      | El paseo 6                    | Pabón       | Largometraje | Netflix        |
| 2022      | MasterChef Celebrity Colombia | Invitado    | 1 episodio   | RCN Televisión |
| 2023      | LOL Colombia                  | Concursante |              | Prime Video    |

### Comerciales
| Año  | Título                                | Cadena  |
| ---- | ------------------------------------- | ------- |
| 2017 | En sus marcas, listos, ¡a maratonear! | Netflix |

## Premios y reconocimientos
| Año  | Evento                             | Categoría                                          | Resultado |
| ---- | ---------------------------------- | -------------------------------------------------- | --------- |
| 2019 | XXXV Premios India Catalina        | Mejor influencer con contenido digital audiovisual | Nominado  |
| 2022 | Premios Instafest 2022             | Mejor influenciador del año                        | Nominado  |
| 2022 | XXXVIII Premios India Catalina     | Mejor influencer con contenido digital audiovisual | Nominado  |
| 2022 | Premios Latin Plug Segunda Edición | Mejor creador de contenido colombiano              | Ganador   |